# Fansajt
En fansajt (även fansite eller fansida, från de engelska orden "fan" och "site") är en webbplats som någon eller några har skapat för att de gillar någon eller något. Detta kan även benämnas som att vara en "fan" till någon eller något. Syftet med fansajter är alltså att fans skapar och driver en webbplats för att underhålla andra fans med. Vanligtvis erbjuder dessa hemsidor information om ämnet i form av nyheter, historia, bilder, videor m.m.

## Princip
Fansajter kan i stort sett handla om vad som helst. Exempel på några av de mer vanliga ämnena kan vara en skådespelare, en artist, en film eller ett datorspel. Webmasterns uppgift är att samla människor med samma intresse och få så många som möjligt att besöka sidan. Innehållet på fansajten beror därför helt på vad för slags fansajter det rör sig om. Dock finns det en del huvudkategorier som de flesta brukar ha med: Nyheter/uppdateringar, (multi)media, länkar, information om sidan och eventuellt forum och gästbok.

## Officiella och inofficiella fansajter
De flesta sajterna drivs ideellt men det finns också fansajter som ges officiell uppbackning. Dock brukar vanligtvis ett skivbolag ta hand om den officiella hemsidan för en artist.